# Stora Myrtjärnen, Västmanland
Stora Myrtjärnen är en sjö i Skinnskattebergs kommun i Västmanland och ingår i Norrströms huvudavrinningsområde. Sjöns area är 0,04 kvadratkilometer och den befinner sig 120 meter över havet.